# رونالد مریوت
رونالد مریوت (انگلیسی: Ronald Merriott؛ زادهٔ may ۲۴, ۱۹۶۰ (۶۴ سال)) ورزشکار شیرجه اهل ایالات متحده آمریکا است.
وی در مسابقات کشوری و بین‌المللی در مجموع برندهٔ ۱ مدال برنز شده‌است.